# Giải đua ô tô Công thức 1 Emilia-Romagna 2024
Giải đua ô tô Công thức 1 Emilia-Romagna 2024 (tên chính thức là Formula 1 MSC Cruises Gran Premio del Made in Italy e dell'Emilia-Romagna 2024) là một chặng đua Công thức 1 được tổ chức vào ngày 19 tháng 5 năm 2024 tại Trường đua Imola ở Imola, Emilia-Romagna, Ý. Chặng đua này là chặng đua thứ bảy của Giải đua xe Công thức 1 2024.

## Bối cảnh
Giải đua ô tô Công thức 1 Emilia-Romagna 2024 được tổ chức vào cuối tuần từ 17 đến 19 tháng 5 tại Autodromo Internazionale Enzo e Dino Ferrari ở Imola, lần thứ 31 trong lịch sử trường đua. Trường đua này trước đây đã tổ chức Giải đua ô tô Công thức 1 Ý một lần và Giải đua ô tô Công thức 1 San Marino 26 lần. Giải đua ô tô Công thức 1 Emilia-Romagna là chặng đua thứ bảy của Giải đua xe Công thức 1 2024 và cũng là phiên bản thứ tư của Giải đua ô tô Công thức 1 Emilia-Romagna. Đây cũng là phiên bản đầu tiên của giải đua này kể từ năm 2022 sau khi chặng đua năm 2023 bị hoãn do lũ lụt trong khu vực.
Lance Stroll tham gia chặng đua Công thức 1 thứ 150 của mình.

### Bảng xếp hạng các tay đua và đội đua trước chặng đua
Sau Giải đua ô tô Công thức 1 Miami, Max Verstappen dẫn đầu bảng xếp hạng các tay đua với 136 điểm trước Sergio Pérez (103 điểm) với khoảng cách 33 điểm và người đứng thứ ba Charles Leclerc (98 điểm) với khoảng cách 38 điểm. Red Bull Racing dẫn đầu bảng xếp hạng các đội đua với 239 điểm, cách Ferrari (187 điểm) 52 điểm và cách McLaren (124 điểm) 115 điểm.

### Danh sách các tay đua và đội đua
Danh sách các tay đua và đội đua cho chặng đua này không có thay đổi nào so với danh sách các tay đua và đội đua tham gia mùa giải. Oliver Bearman tham gia buổi đua thử đầu tiên cho đội đua Haas thay cho Kevin Magnussen.

### Lựa chọn hợp chất lốp
Nhà cung cấp lốp xe Pirelli mang đến các hợp chất lốp C3, C4 và C5 (ba hợp chất lốp mềm nhất trong số các hợp chất lốp), lần lượt được tiêu chuẩn hóa là cứng (hard), trung bình (medium) và mềm (soft) để các đội sử dụng trong suốt sự kiện này. Các hợp chất lốp này mềm hơn một hợp chất so với phiên bản trước của chặng đua.

## Tường thuật

### Buổi đua thử
Ba buổi đua thử được tổ chức tại Giải đua ô tô Công thức 1 Emilia-Romagna 2024. Buổi đua thử đầu tiên được tổ chức vào ngày 17 tháng 5 năm 2024 lúc 13:30 giờ địa phương (UTC+2). Sau buổi đua thử đầu tiên, Charles Leclerc của Ferrari đứng đầu trước George Russell của Mercedes và đồng đội Carlos Sainz Jr. của Leclerc tại Ferrari với thời gian nhanh nhất là 1:16,990 phút. Bên cạnh đó, buổi đua thử đầu tiên đã bị gián đoạn khi chiếc xe đua Williams của Alexander Albon tắt máy sau khi chạy qua đá lề đường. Red Bull Racing đã bị phạt 1000 euro sau khi Sergio Pérez vi phạm giới hạn tốc độ của làn pit với 89,8 km/h.
Buổi đua thử thứ hai được tổ chức vào lúc 17:00 giờ địa phuơng (UTC+2) cùng ngày. Sau buổi đua thử thứ hai, Leclerc của Ferrari đứng đầu trước Oscar Piastri của McLaren và Tsunoda Yuki của RB với thời gian nhanh nhất là 1:15,906 phút.
Buổi đua thử thứ ba và cuối cùng được tổ chức vào ngày 18 tháng 5 năm 2023 lúc 12:30 giờ địa phuơng (UTC+2). Sau buổi đua thử thứ ba, Piastri của McLaren đứng đầu trước Lando Norris của McLaren và Sainz Jr. của Ferrari với thời gian nhanh nhất là 1:15,529 phút. Buổi đua thử bị gián đoạn hai lần sau khi Fernando Alonso của Aston Martin và Pérez đều va vào tường. Đặc biệt, vụ va chạm của Pérez xảy ra vào những phút cuối buổi đua thử khiến hầu hết các tay đua không thể lập thêm thời gian. Aston Martin đã bị phạt 100 euro sau khi Lance Stroll vi phạm giới hạn tốc độ của làn pit với 80,1 km/h.

### Vòng phân hạng
Vòng phân hạng được tổ chức vào ngày 18 tháng 5 năm 2024 lúc 16:00 giờ địa phương (UTC+2), bao gồm ba phần với thời gian là 45 phút và các vị trí xuất phát cho cuộc đua được xác định. Các tay đua có 18 phút ở phần đầu tiên (Q1) để tiếp tục tham gia phần thứ hai (Q2) của vòng phân hạng cuộc đua. Tất cả các tay đua đạt được thời gian trong phần đầu tiên với thời gian tối đa 107% thời gian nhanh nhất được phép tham gia cuộc đua. 15 tay đua dẫn đầu phần này lọt vào phần tiếp theo. Sau khi Q1 kết thúc, Max Verstappen của Red Bull Racing đứng đầu với thời gian nhanh nhất là 1:15,762 phút trong khi cả hai tay đua của Kick Sauber, Kevin Magnussen của Haas, Fernando Alonso của Aston Martin và Logan Sargeant của Williams bị loại. Sargeant không lập thời gian vòng đua nào sau Q1 nhưng được phép tham gia cuộc đua sau khi ban tổ chức chặng đua đồng ý.
Phần thứ hai (Q2) kéo dài 15 phút và mười tay đua nhanh nhất của phần này đi tiếp vào phần thứ ba (Q3) và cuối cùng của vòng phân hạng cuộc đua. Sau khi Q2 kết thúc, Verstappen của Red Bull Racing đứng đầu với thời gian nhanh nhất là 1:15,176 phút trong khi Sergio Pérez của Red Bull Racing, cả hai tay đua Alpine, Lance Stroll của Aston Martin và Alexander Albon của Williams bị loại.
Phần thứ ba (Q3) và cuối cùng kéo dài 12 phút, trong đó mười vị trí xuất phát đầu tiên được xác định sẵn cho cuộc đua. Với thời gian nhanh nhất là 1:14,746 phút, Verstappen của Red Bull Racing giành vị trí pole cho cuộc đua trước cặp tay đua Oscar Piastri và Lando Norris của McLaren. Piastri bị tụt xuống vị trí xuất phát thứ 5 từ vị trí thứ 2 sau khi cản trở Magnussen tại Q1.

### Cuộc đua
Cuộc đua được tổ chức vào ngày 19 tháng 5 năm 2024 lúc 15:00 giờ địa phương (UTC+2) và bao gồm 63 vòng đua.
Trước cuộc đua, Oscar Piastri của McLaren nhận một án phạt và Fernando Alonso của Aston Martin xuất phát từ làn pit. Max Verstappen dẫn đầu đoàn đua, theo sau là Lando Norris. Lewis Hamilton tiến lên vị trí thứ 7 và Sergio Pérez vượt qua Daniel Ricciardo để giành lấy vị trí thứ 10. Verstappen tạo ra khoảng cách thời gian lớn với Norris trong khi Piastri chật vật vượt qua Carlos Sainz Jr.
Ở vòng đua thứ 10, Alexander Albon gặp vấn đề về lốp do Williams lắp sai khiến anh bị phạt. Phanh của Alonso bốc cháy trong chốc lát và Tsunoda Yuki đã vượt qua Nico Hülkenberg sau lượt đổi lốp. Pérez mất lái trong bẫy sỏi nhưng sau đó đã vượt qua một số tay đua sau khi chuyển sang hợp chất lốp trung bình mới. Trong những vòng đua tiếp theo, Norris và Charles Leclerc tranh nhau vị trí thứ hai. Norris bắt đầu thu hẹp khoảng cách với Verstappen để giành lấy vị trí dẫn đầu đoàn đua. Tại vòng đua thứ 51, Albon được Williams yêu cầu bỏ cuộc.
Verstappen giành chiến thắng cuộc đua trước Norris và Leclerc. Norris thu hẹp khoảng cách 6 giây để về đích sau Verstappen với khoảng cách 0,725 giây. Các tay đua còn lại ghi điểm trong cuộc đua là Oscar Piastri, Carlos Sainz Jr., Lewis Hamilton, George Russell, Sergio Pérez, Lance Stroll và Tsunoda Yuki.

## Kết quả

### Vòng phân hạng
| Vị trí                   | Số xe | Tay đua          | Đội đua                      | Q1                  | Q2       | Q3       | Vị trí xuất phát |
| ------------------------ | ----- | ---------------- | ---------------------------- | ------------------- | -------- | -------- | ---------------- |
| 1                        | 1     | Max Verstappen   | Red Bull Racing-Honda RBPT   | 1:15,762            | 1:15,176 | 1:14,746 | 1                |
| 2                        | 81    | Oscar Piastri    | McLaren-Mercedes             | 1:15,940            | 1:15,407 | 1:14,820 | 51               |
| 3                        | 4     | Lando Norris     | McLaren-Mercedes             | 1:15,915            | 1:15,371 | 1:14,837 | 2                |
| 4                        | 16    | Charles Leclerc  | Ferrari                      | 1:15,823            | 1:15,328 | 1:14,970 | 3                |
| 5                        | 55    | Carlos Sainz Jr. | Ferrari                      | 1:16,015            | 1:15,512 | 1:14,970 | 4                |
| 6                        | 63    | George Russell   | Mercedes                     | 1:16,107            | 1:15,671 | 1:15,234 | 6                |
| 7                        | 22    | Tsunoda Yuki     | RB-Honda RBPT                | 1:15,894            | 1:15,358 | 1:15,465 | 7                |
| 8                        | 44    | Lewis Hamilton   | Mercedes                     | 1:16,604            | 1:15,671 | 1:15,234 | 8                |
| 9                        | 3     | Daniel Ricciardo | RB-Honda RBPT                | 1:16,060            | 1:15,691 | 1:15,674 | 9                |
| 10                       | 27    | Nico Hülkenberg  | Haas-Ferrari                 | 1:15,841            | 1:15,569 | 1:15,980 | 10               |
| 11                       | 11    | Sergio Pérez     | Red Bull Racing-Honda RBPT   | 1:16,404            | 1:15,706 | –        | 11               |
| 12                       | 31    | Esteban Ocon     | Alpine-Renault               | 1:16,361            | 1:15,906 | –        | 12               |
| 13                       | 18    | Lance Stroll     | Aston Martin Aramco-Mercedes | 1:16,458            | 1:15,992 | –        | 13               |
| 14                       | 23    | Alexander Albon  | Williams-Mercedes            | 1:16,524            | 1:16,200 | –        | 14               |
| 15                       | 10    | Pierre Gasly     | Alpine-Renault               | 1:16,015            | 1:16,381 | –        | 15               |
| 16                       | 77    | Valtteri Bottas  | Kick Sauber-Ferrari          | 1:16,626            | –        | –        | 16               |
| 17                       | 24    | Chu Quán Vũ      | Kick Sauber-Ferrari          | 1:16,834            | –        | –        | 17               |
| 18                       | 20    | Kevin Magnussen  | Haas-Ferrari                 | 1:16,854            | –        | –        | 18               |
| 19                       | 14    | Fernando Alonso  | Aston Martin Aramco-Mercedes | 1:16,917            | –        | –        | Làn pit2         |
| Thời gian 107%: 1:21,065 |       |                  |                              |                     |          |          |                  |
| –                        | 2     | Logan Sargeant   | Williams-Mercedes            | Không lập thời gian | –        | –        | 193              |

Ghi chú
- ^1  – Oscar Piastri bị tụt xuống ba vị trí xuất phát cho cuộc đua chính vì cản trở Kevin Magnussen tại Q1.[19]
- ^2  – Fernando Alonso kết thúc vòng phân hạng ở vị trí thứ 19 nhưng phải xuất phát cuộc đua chính từ làn pit sau khi chiếc xe đua của anh đã được sửa đổi trong điều kiện parc fermé.[19]
- ^3  – Logan Sargeant không lập thời gian vòng đua nào sau vòng phân hạng nhưng được phép tham gia cuộc đua chính sau khi ban tổ chức chặng đua đồng ý.[19]

### Cuộc đua chính
| Vị trí                                                                      | Số xe | Tay đua          | Đội đua                      | Số vòng | Thời gian/ Bỏ cuộc | Vị trí xuất phát | Số điểm |
| --------------------------------------------------------------------------- | ----- | ---------------- | ---------------------------- | ------- | ------------------ | ---------------- | ------- |
| 1                                                                           | 1     | Max Verstappen   | Red Bull Racing-Honda RBPT   | 63      | 1:25:25,252        | 1                | 25      |
| 2                                                                           | 4     | Lando Norris     | McLaren-Mercedes             | 63      | + 0,725            | 2                | 18      |
| 3                                                                           | 16    | Charles Leclerc  | Ferrari                      | 63      | + 7,916            | 3                | 15      |
| 4                                                                           | 81    | Oscar Piastri    | McLaren-Mercedes             | 63      | + 14,132           | 5                | 12      |
| 5                                                                           | 55    | Carlos Sainz Jr. | Ferrari                      | 63      | + 22,325           | 4                | 10      |
| 6                                                                           | 44    | Lewis Hamilton   | Mercedes                     | 63      | + 35,104           | 8                | 8       |
| 7                                                                           | 63    | George Russell   | Mercedes                     | 63      | + 47,154           | 6                | 71      |
| 8                                                                           | 11    | Sergio Pérez     | Red Bull Racing-Honda RBPT   | 63      | + 54,776           | 11               | 4       |
| 9                                                                           | 18    | Lance Stroll     | Aston Martin Aramco-Mercedes | 63      | + 1:19,556         | 13               | 2       |
| 10                                                                          | 22    | Tsunoda Yuki     | RB-Honda RBPT                | 62      | + 1 vòng           | 7                | 1       |
| 11                                                                          | 27    | Nico Hülkenberg  | Haas-Ferrari                 | 62      | + 1 vòng           | 10               |         |
| 12                                                                          | 20    | Kevin Magnussen  | Haas-Ferrari                 | 62      | + 1 vòng           | 18               |         |
| 13                                                                          | 3     | Daniel Ricciardo | RB-Honda RBPT                | 62      | + 1 vòng           | 9                |         |
| 14                                                                          | 31    | Esteban Ocon     | Alpine-Renault               | 62      | + 1 vòng           | 12               |         |
| 15                                                                          | 24    | Chu Quán Vũ      | Kick Sauber-Ferrari          | 62      | + 1 vòng           | 17               |         |
| 16                                                                          | 10    | Pierre Gasly     | Alpine-Renault               | 62      | + 1 vòng           | 15               |         |
| 17                                                                          | 2     | Logan Sargeant   | Williams-Mercedes            | 62      | + 1 vòng           | 19               |         |
| 18                                                                          | 77    | Valtteri Bottas  | Kick Sauber-Ferrari          | 62      | + 1 vòng           | 16               |         |
| 19                                                                          | 14    | Fernando Alonso  | Aston Martin Aramco-Mercedes | 62      | + 1 vòng           | Làn pit          |         |
| Bỏ cuộc                                                                     | 23    | Alexander Albon  | Williams-Mercedes            | 51      | Quyết định của đội | 14               |         |
| Vòng đua nhanh nhất: George Russell (Mercedes) - 1:18,589 (vòng đua thứ 54) |       |                  |                              |         |                    |                  |         |
| Tay đua xuất sắc nhất cuộc đua: Lando Norris (McLaren), 31,4% số phiếu bầu  |       |                  |                              |         |                    |                  |         |

Ghi chú
- ^1  – Bao gồm một điểm cho vòng đua nhanh nhất.[23]

## Bảng xếp hạng sau chặng đua

### Bảng xếp hạng các tay đua
| Vị trí | Tay đua          | Đội đua                      | Số điểm | Thay đổi vị trí |
| ------ | ---------------- | ---------------------------- | ------- | --------------- |
| 1      | Max Verstappen   | Red Bull Racing-Honda RBPT   | 161     | +/-0            |
| 2      | Charles Leclerc  | Ferrari                      | 113     | 1               |
| 3      | Sergio Pérez     | Red Bull Racing-Honda RBPT   | 107     | 1               |
| 4      | Lando Norris     | McLaren-Mercedes             | 101     | +/-0            |
| 5      | Carlos Sainz Jr. | Ferrari                      | 93      | +/-0            |
| 6      | Oscar Piastri    | McLaren-Mercedes             | 53      | +/-0            |
| 7      | George Russell   | Mercedes                     | 44      | +/-0            |
| 8      | Lewis Hamilton   | Mercedes                     | 35      | 1               |
| 9      | Fernando Alonso  | Aston Martin Aramco-Mercedes | 33      | 1               |
| 10     | Tsunoda Yuki     | RB-Honda RBPT                | 15      | +/-0            |

- Lưu ý: Chỉ có mười vị trí đứng đầu được liệt kê trên bảng xếp hạng này.

### Bảng xếp hạng các đội đua
| Vị trí | Đội đua                      | Số điểm | Thay đổi vị trí |
| ------ | ---------------------------- | ------- | --------------- |
| 1      | Red Bull Racing-Honda RBPT   | 268     | +/-0            |
| 2      | Ferrari                      | 212     | +/-0            |
| 3      | McLaren-Mercedes             | 154     | +/-0            |
| 4      | Mercedes                     | 79      | +/-0            |
| 5      | Aston Martin Aramco-Mercedes | 44      | +/-0            |
| 6      | RB-Honda RBPT                | 20      | +/-0            |
| 7      | Haas-Ferrari                 | 7       | +/-0            |
| 8      | Alpine-Renault               | 1       | +/-0            |
| 9      | Williams-Mercedes            | 0       | +/-0            |
| 10     | Kick Sauber-Ferrari          | 0       | +/-0            |